# Produits forestiers non ligneux

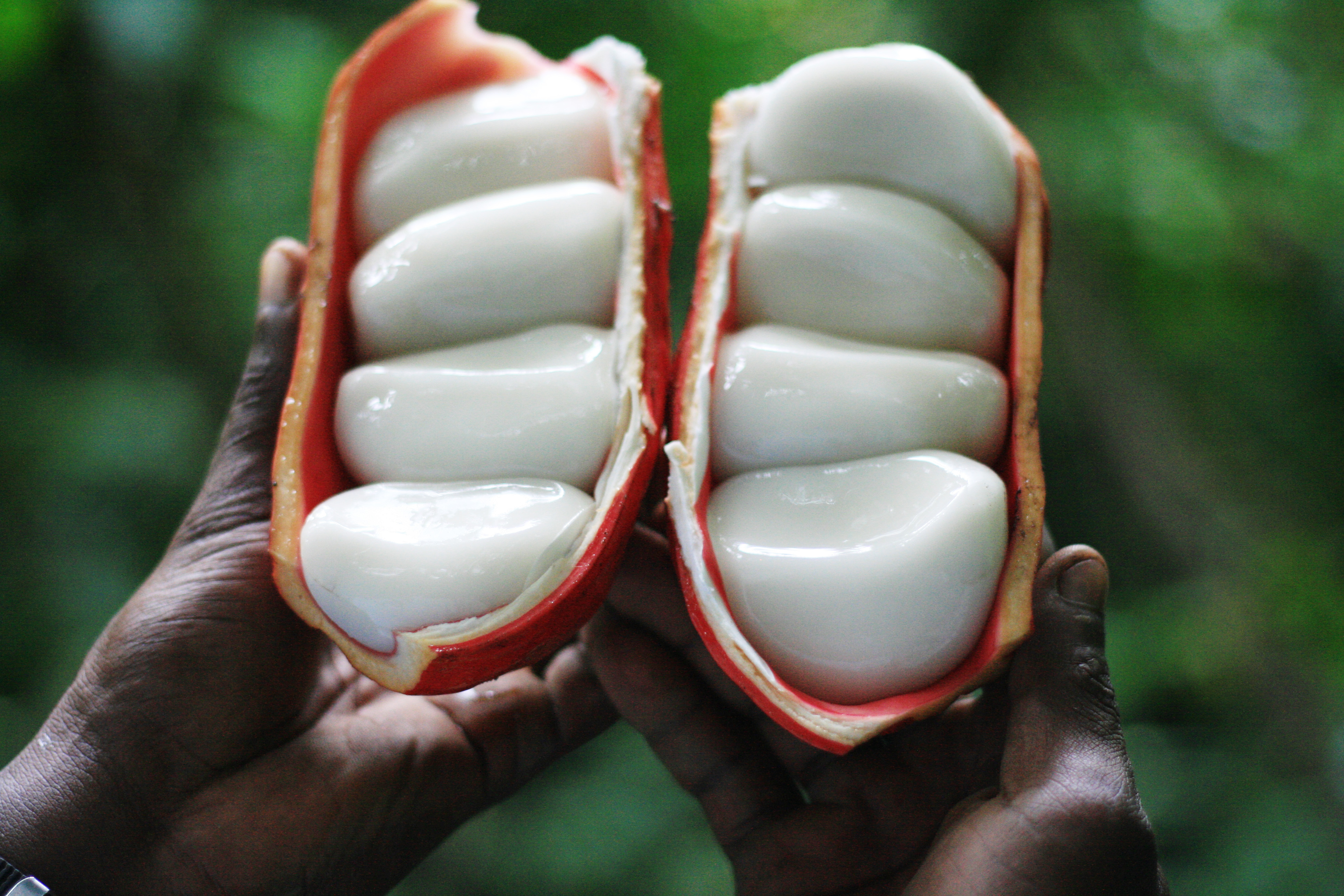
Cola pachycarpa (cola de brousse) à Tayap (Cameroun)

Les produits forestiers non ligneux (PFNL), également appelés « produits forestiers autres que le bois », ou bien « produits forestiers secondaires » ou « mineurs », ou « spéciaux », sont, selon la définition de la Organisation des Nations unies pour l'alimentation et l'agriculture, des « biens d'origine biologique autres que le bois, dérivés des forêts, d'autres terres boisées et des arbres hors forêts ». Ce sont des substances, des matières premières ou des matériaux utiles obtenus des forêts sans exploitation forestière, c'est-à-dire sans qu'il soit nécessaire d'abattre des arbres. Il peut s'agir par exemple d'animaux chassés comme gibier ou pour leur fourrure, ou de poissons, de fruits (baies, noix, etc.), de graines, d'épices, de champignons, de feuilles (fourrage), de plantes médicinales, de tourbe, etc.  
Les PFNL sont exploités dans presque quatre milliards d’hectares de forêts, sur environ 30 % des terres émergées, mais restent insuffisamment valorisés.

## Valorisation économique
Alors que la valeur du bois extrait décline (64 milliards de dollars US en 2005, selon l'Organisation des Nations unies pour l'alimentation et l'agriculture (FAO), la valeur des PFNL augmente régulièrement, mais reste sous-estimée car seule une faible part de ces produits est comptabilisée dans la plupart des pays.
Les PFNL extraits étaient valorisés en 2005 à hauteur de 4,7 milliards de dollars US (chiffre en hausse mondiale depuis 1990 selon la FAO). Les graines, fruits, végétaux comestibles, champignons, poissons et gibiers constituent souvent plus de 50 % du revenu pécuniaire de la forêt, y compris dans certains pays dits « riches » où la chasse au grand gibier reste une tradition importante (France par exemple).
Les PFNL ne sont pas nécessairement commercialisés, ils le sont même rarement, hormis le gibier ou la viande de brousse (qui souvent constituent plus de 50 % du revenu financier de la forêt), mais dans le secteur de l'économie dite « informelle » ils font souvent l'objet de troc ou d'une utilisation traditionnelle par les populations riveraines ou autochtones vivant en forêt. Un trafic illégal d'espèces animales et d'autres produits non ligneux existe aussi.
La FAO et l'ONU ont encouragé les États à comptabiliser les PFNL pour l'évaluation des forêts dans le cadre de l'évaluation des écosystèmes pour le millénaire et pour les rapports ERF sur l'évaluation des ressources forestières mondiales.
Ces produits doivent par ailleurs être listés et comptabilisés pour l'obtention de certains écolabels tels que le Forest Stewardship Council (c'est une recommandation dans le cas du programme de reconnaissance des certifications forestières). Ils peuvent aussi l'être (en France par exemple) dans les documents d'aménagement forestier, ou de type plan simple de gestion, chartes forestières, etc.

## Prospective
Avec les avancées du génie génétique et des biotechnologies en général, les gènes et les molécules produites par la canopée, les racines ou d'autres parties des arbres, ou d'autres organismes forestiers (dont bactéries et champignons) ont suscité depuis les années 1970 un intérêt croissant du secteur de la chimie et de l'industrie pharmaceutique.  Certains acteurs et gestionnaire de la forêt explorent des pistes nouvelles de valorisation commerciale hors du champ alimentaire direct, visant notamment les domaines cosméceutique, Pharmaceutique, nutraceutique, etc.)
Le brevetage du vivant et le biopiratage sont au cœur de débats sur la forêt et la biodiversité depuis l'échec de la signature d'une Convention mondiale sur la Forêt au Sommet de la Terre de Rio (Juin 1992). Le protocole de Carthagène précise néanmoins les droits des états à disposer des ressources offertes par la biodiversité de leurs forêts.

## Classification FAO des PFNL
Dans son rapport FRA 2010, la FA0 les a définis comme « Biens obtenus des forêts qui sont des objets tangibles et physiques d’origine biologique autre que le bois. » et leur valeur (pour les tableaux statistiques) était la « valeur marchande au site de collecte ou à la lisière de la forêt. »
Cinq ans avant, la FAO pour son rapport FRA 2005, les avait classés en deux catégories (végétale et animale).

### Matière première végétale

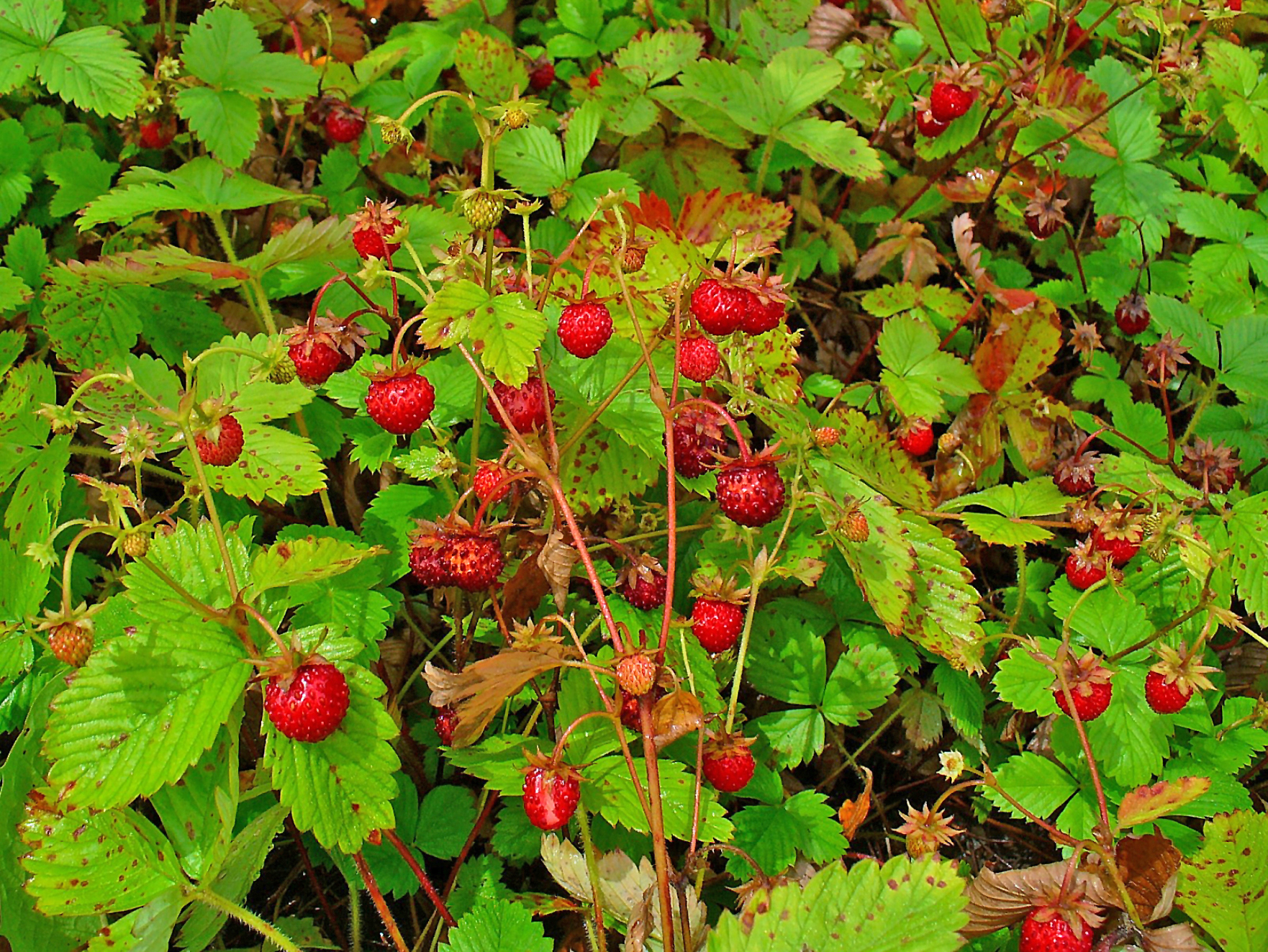
La fraise des bois est l'une des nombreuses baies fournies par les forêts tempérées

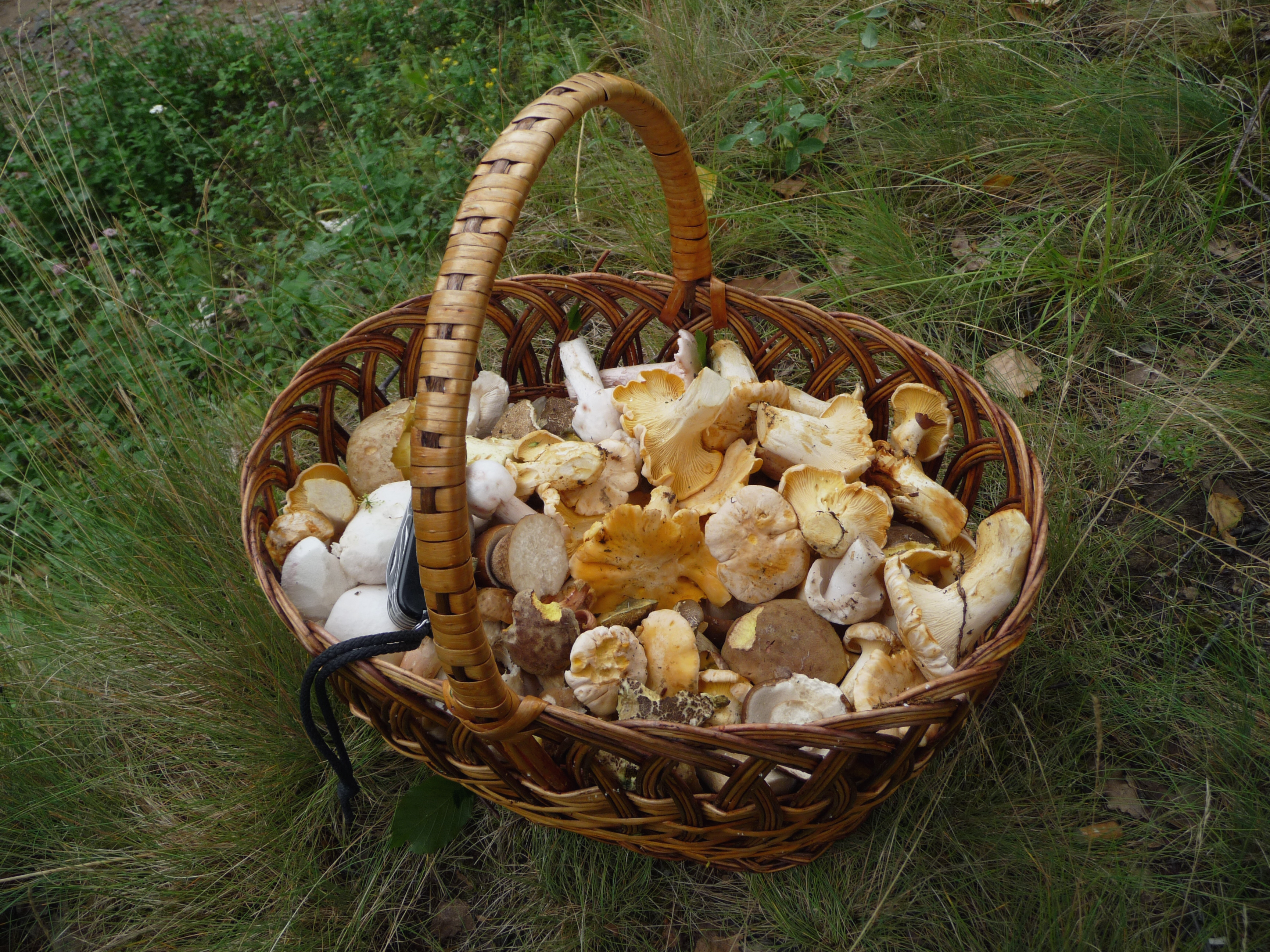
Les champignons cueillis en forêt sont un produit forestier.

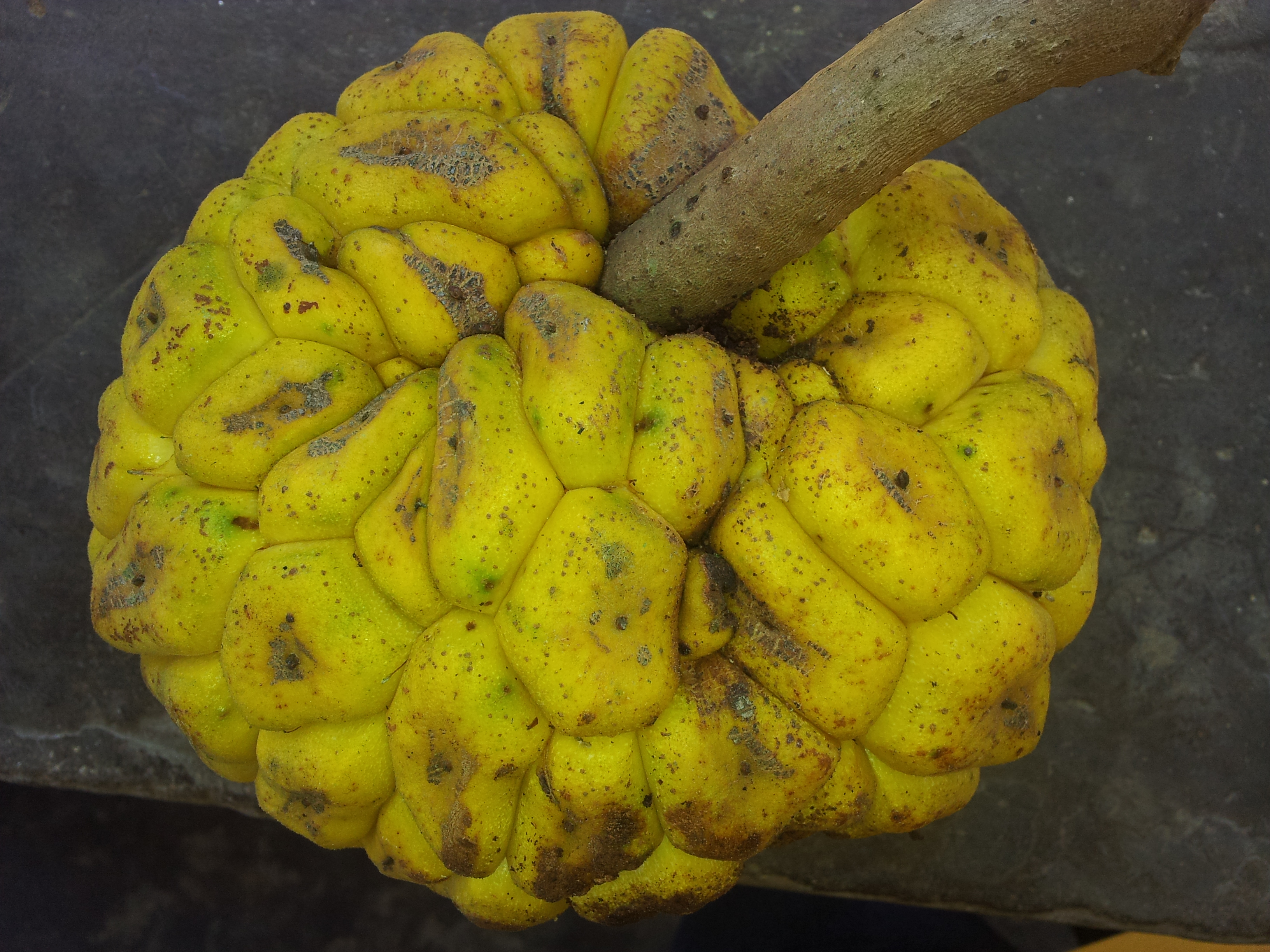
Un fruit de Myrianthus arboreus cueilli à Tayap

1. Aliments (fruits, graines, lichens, Champignons)
2. Fourrage
3. Matière première destinée à la préparation de médicaments et/ou produits aromatiques (huiles essentielles, parfum, arômes ; par exemple un arôme fraise est produit à partir de bois, etc.)
4. Matière première destinée à la production de colorants ou teintures
5. Matière première pour la fabrication d’ustensiles et d’objets d’artisanat, et pour la construction
6. Plantes ornementales
7. Exsudats (résines, latex, huiles essentielles, ...)
8. Sèves (Sève d'érable, Eau de bouleau, Sève de liane... et autres liquides biologiques (ex : lait de coco))
9. Autres produits végétaux (mousses, …)
10. Écorces (qui peut aussi être classée parmi les produits ligneux).

### Produits animaux/matière première
1. Animaux vivants
2. Cuirs, peaux et trophées
3. Miel sauvage et cire d'abeille
4. Viande de brousse
5. Matière première pour la préparation de médicaments
6. Matière première pour la préparation de colorants
7. Autres produits animaux comestibles
8. Autres produits animaux non comestibles

Remarques :
- Certaines espèces peuvent être classées dans plusieurs rubriques. Par exemple le miel extrait d'une ruche placée en forêt ou en lisière forestière doit-il être comptabilisé dans la rubrique « agriculture » ou comme « produit forestier » ?
- Certaines espèces forestières sont illégalement valorisées en faisant l'objet d'un trafic local ou international (espèces protégées vendues comme viande de brousse, trafic d'animaux ou d'organes, dont dents et défenses d'ivoire, etc). Les ONG et certains chercheurs[7]dénoncent aussi le biopiratage des ressources génétiques forestières pillées dans les pays pauvres, mais riches en biodiversité, en forêt notamment.
- Les produits issus de l'agrosylviculture sont parfois difficiles à classer (ils sont généralement plutôt classés comme produits agricoles ou forestiers ?)